# John By
John By (7 de agosto de 1779 - 1 de febrero de 1836) fue un ingeniero militar inglés. Es conocido por haber supervisado la construcción del Canal Rideau y por haber fundado Bytown en el proceso y que más tarde fue designada como la capital canadiense, Ottawa.

## Biografía
John By estudió en la Real Academia Militar de Londres y fue elegido el 1 de agosto de 1799 para formar parte de la Real Artillería, donde fue trasladado el 20 de diciembre del mismo año como parte de la Real Academia de Ingenieros. 
En 1802 fue enviado por primera vez a las provincias británicas de Canadá, donde trabajó notablemente en las fortificaciones de Quebec y también en la mejora de la ruta de navegación del río San Lorenzo.
By partió hacia España donde hizo el servicio militar al mando del duque de Wellington desde 1811 hasta 1815 contra Napoleon Bonaparte y regreso a Canadá para supervisar la construcción del Canal Rideau. Su primera tarea fue establecer un campamento cerca del sitio, más tarde llamada Bytown en su honor.
Muere en 1836 en Shernfold Park, Frant, Sussex.